# 구드룬 쉬만

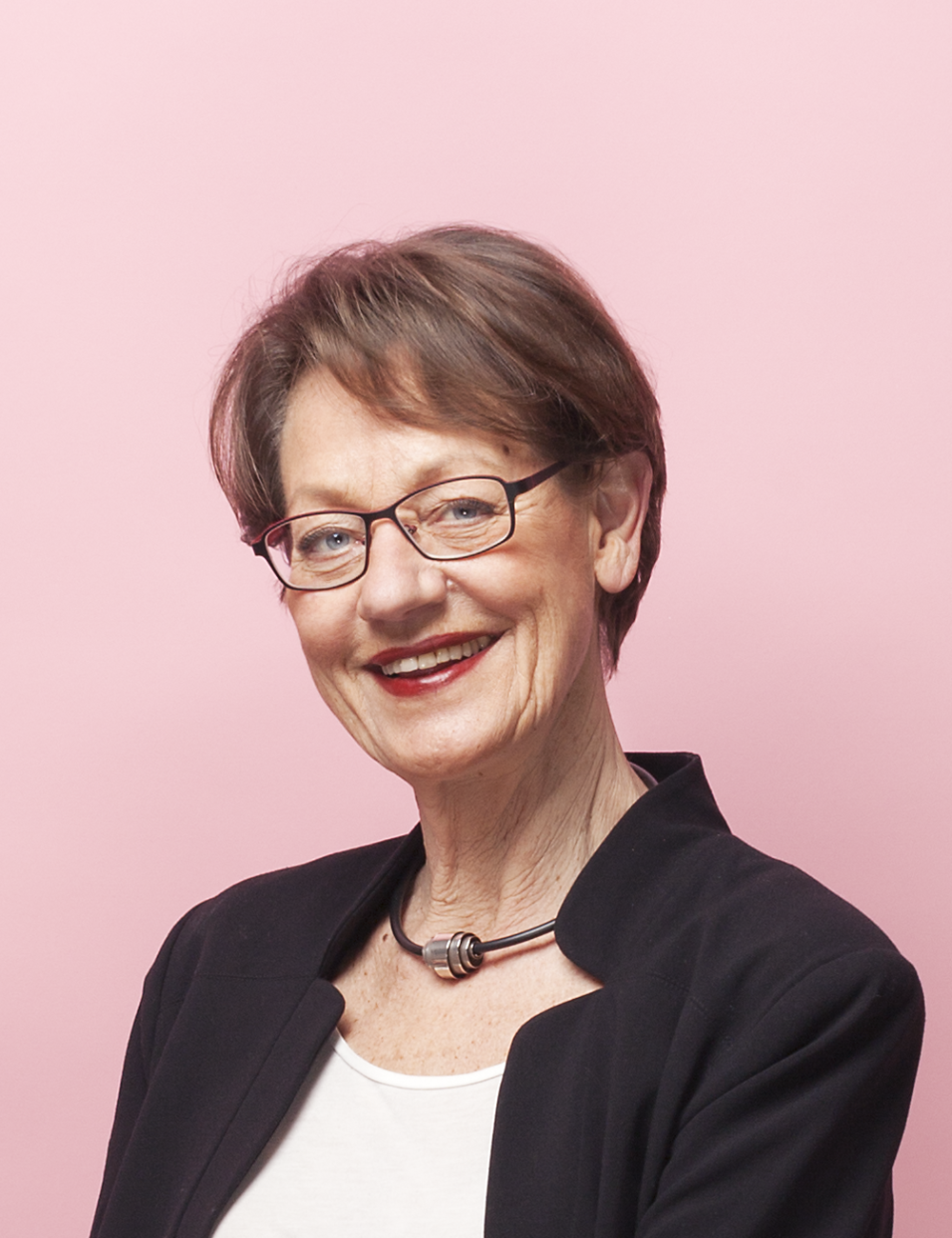
구드룬 쉬만

구드룬 쉬만(스웨덴어: Gudrun Schyman, 1948년 6월 9일 ~ )은 스웨덴의 정치인으로, 2005년 여성주의구상의 창당주 중 하나였으며 현재는 당 대변인이다.
일전에 1993년부터 2003년 1월까지 좌파당 대표직을 역임했으며, 2004년 탈세 스캔들 이후 좌파당을 탈당하고 여성주의 정당 창당에 집중하기 시작했다. 이후 2006년까지 국회에서 무소속으로 남아 있었다. 남성세를 비롯한 그의 각종 정책들은 많은 논란의 대상이 되었다.